# エジプトへの逃避 (ティツィアーノ)
『エジプトへの逃避』（エジプトへのとうひ、伊: La fuga in Egitto, 露: Бегство в Египет, 英: The flight into Egypt）は、盛期ルネサンス期のヴェネツィア派の巨匠ティツィアーノ・ヴェチェッリオが1508年ごろに制作した絵画である。油彩。『新約聖書』「マタイによる福音書」で語られているヘロデ大王の幼児虐殺から逃れようとする聖家族の「エジプトへの逃避」を主題としている。ティツィアーノ初期の作品の1つで、ジョルジョ・ヴァザーリによって言及されている。宗教的な主題を扱っているにもかかわらず「大胆な筆遣いと爽快な色使い」を特徴とする風景画としての性格が強い。ティツィアーノへの帰属に異を唱える研究者もいるが、近年はティツィアーノの作品として認められる傾向にある。現在はサンクトペテルブルクのエルミタージュ美術館に所蔵されている。

## 主題
「マタイによる福音書」2章13節から23節によると、東方の三博士が幼児のイエス・キリストを礼拝して帰ったのち、聖ヨセフの夢に主の使いが現れて、ヘロデ大王がベツレヘムに生まれたユダヤ人の王となる子供を恐れ、幼児の虐殺を断行しようとしているため、幼児のイエスとともにエジプトへ逃げ、安全になるまで留まるよう告げた。そこでヨセフは夜の間に幼児イエスと聖母マリアを連れてエジプトに逃亡し、ヘロデ大王が死ぬまでその地に留まった。ヘロデ大王が死ぬと再びヨセフの夢の中に使いが現れてイスラエルに帰るよう告げた。そこでようやくヨセフは帰国し、ナザレの地に移り住んだ。

## 作品
ティツィアーノは「マタイによる福音書」に記されているように、生まれたばかりのイエスを連れてエジプトへと旅をする聖母マリアと聖ヨセフの姿を描いている。この絵画は二重の役割を果たしている。これは聖家族の旅を描いた宗教画であると同時に「エジプトへの逃避」の物語を古典的な田園風景の題材として描いた風景画でもある。

聖家族は緑豊かな自然の風景の中を旅をしている。聖母は布でイエスを自身の身体に固定したうえでロバの背中に横向きで乗り、瞳を閉じて、愛おし気にイエスの身体を両手で抱きしめながら息子の額に頬を寄せており、一方の幼児イエスは自分をマリアに固定する布に手を伸ばして遊んでいる。聖母子を乗せたロバを先導するのはイエスの異母兄弟ヤコブであり、彼らの父である聖ヨセフはロバの後ろを歩いている。聖家族は画面中央に描かれているわけではないが、幼いイエスと世話をする聖母の図像を中心に囲むように配置されており、こうした愛情豊かな聖家族の描写に加えて様々なものが描き込まれている。たとえば画面右奥では木陰で休む羊飼いたちと会話する兵士の姿があり、そこから少し離れた場所で草を食む羊の群れと牛が見える。この羊飼いの描写は牧歌的な絵画としてエジプトへの逃避を部分的に確立させる役割を果たしているが、それは一方で「ヨハネによる福音書」10章11節に代表されるキリスト教における「良き羊飼い」としてのイエスの伝統的な見方に対する言及として象徴的に機能している可能性もある。さらにはシカやキツネ、ハゲタカだけでなく、森の木々や前景のケシの花その他の植物が繊細かつ豊かな色彩で描かれている。

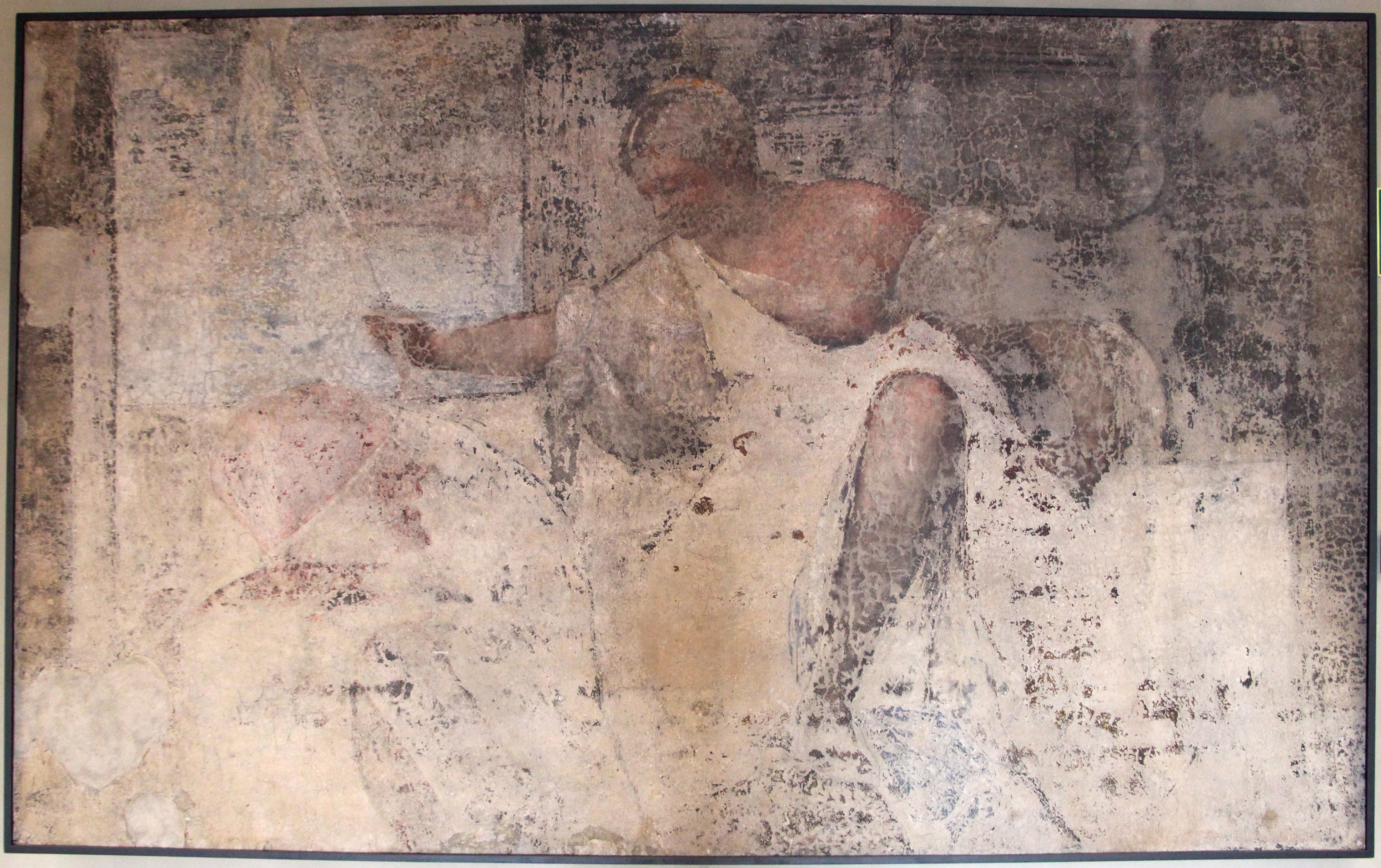
フォンダコ・デイ・テデスキのティツィアーノのフレスコ画の断片。ジョルジョ・フランケッティ美術館所蔵。

『エジプトへの逃避』は非常に大きなキャンバスに描かれている。ティツィアーノは風景や動物を聖家族と同様の注意を払って描いており、絵画それ自体は落ち着いた色調ではあるが、多彩な色彩の使用は大きな特徴となっている。特にキャンバスを支配しているのは緑であり、この絵画が田園の風景画として分類される土台作りに役立っている。ルネサンス期のイタリア絵画では風景は特に重要視される要素ではなかったが、この作品では風景画と言ってもよいほどに風景が占める比重は大きく、背景に丘や森や湖といった風景がパノラマのように広がっている。
ヴァザーリによると、制作年代はティツィアーノの初期の作品で、ジョルジョーネとともにドイツ人商館フォンダコ・デイ・テデスキのフレスコ画を制作した直後に描かれたと述べている。発注者や制作経緯は不明である。

### 構図

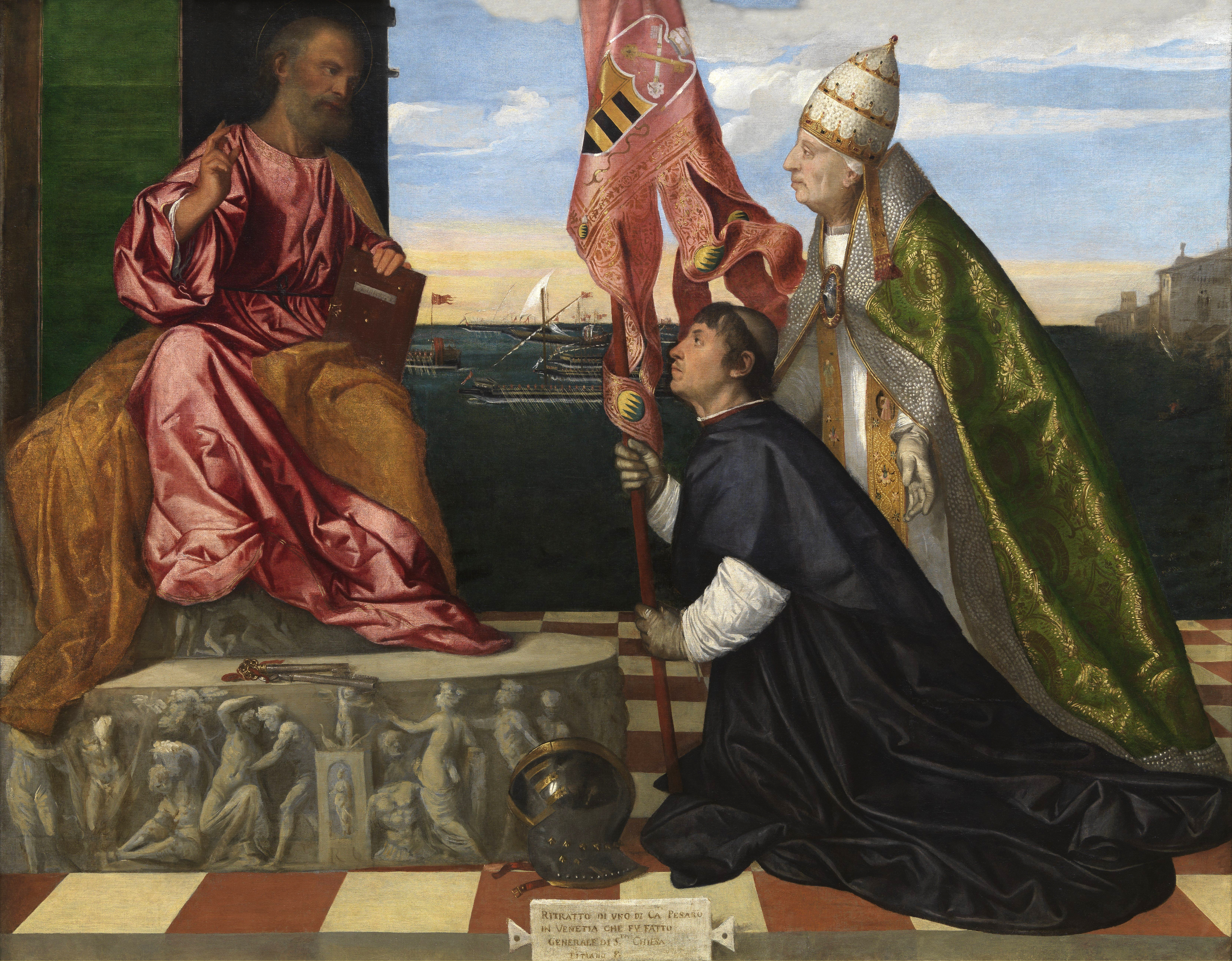
ティツィアーノの『聖ペテロと教皇アレクサンデル6世、ペーザロ司教』。1503年から1512年。アントウェルペン王立美術館所蔵。

絵画の素朴な雰囲気は主要人物である聖家族をはじめ背景の小さな人物像や動物にいたるまで、それぞれが重なり合うことなく画面全体に配置された構図によって与えられている。これらの配置によって画面から閉塞感が失われ開放感が生じる。しかし様々な奥行きに位置する像の輪郭が接しているように見える部分があるため、「False attachment」と呼ばれる潜在的な視覚的混乱を生じさせる。他方でティツィアーノは聖家族を大胆に画面左にずらし、背景の木々と干渉しないように調整している。
人物に関しては初期のティツィアーノにありがちな未熟さが数多く残っている。人物はまるで人形のように見えるし、ヨセフの衣服は不自然に浮いており、羊飼いたちと会話している兵士は不釣り合いに小さい。その一方で後のティツィアーノの作品と類似する要素も散見できる。たとえば聖ヨセフは後の『聖ペテロと教皇アレクサンデル6世、ペーザロ司教』（Saint Peter, Alexander VI e il Vescovo di Pesaro）の聖ペテロと類似している。また画面右端の樹木は暗い樹冠が白い雲と対照的であり、後の『ノリ・メ・タンゲレ』（Noli me tangere）の傾斜した樹木を予感させる。
植物の描写についてはアルブレヒト・デューラーの版画『エジプトへの逃避』（Flucht nach Ägypten）や『聖エウスタキウス』（Heiligen Eustachius）の影響が指摘されている。

### 帰属
帰属については長い間ティツィアーノと考えられていた。この点について最初に疑問視したのはエルミタージュ美術館のキュレーターであったエルンスト・フリードリヒ・フォン・リプハルト男爵である。当時、絵画の存在はほとんど忘れ去られており、男爵は1915年に発表した論文の中で本作品を紹介し、パリス・ボルドーネの作ではないかと考えた。しかし男爵は1920年にヴァザーリが言及したティツィアーノの『エジプトへの逃避』と本作品とを結びつけ、以前のティツィアーノに再帰属した。これに対してバーナード・ベレンソンは1932年と1957年にパリス・ボルドーネの作品とし、ハロルド・エドウィン・ウェゼイは1969年にジョヴァンニ・ベリーニの追随者の作品と見なして否定した。こうした批判的研究を経て、近年はティツィアーノへの帰属が認められる傾向にある。それでも2012年ロンドンのナショナル・ギャラリーで催された展覧会で本作品が展示された際に、展覧会の主催者が本作品をティツィアーノ初期の傑作として紹介したのに対し、チャールズ・ホープは慎重な立場をとってこれを疑問視している。

## 来歴

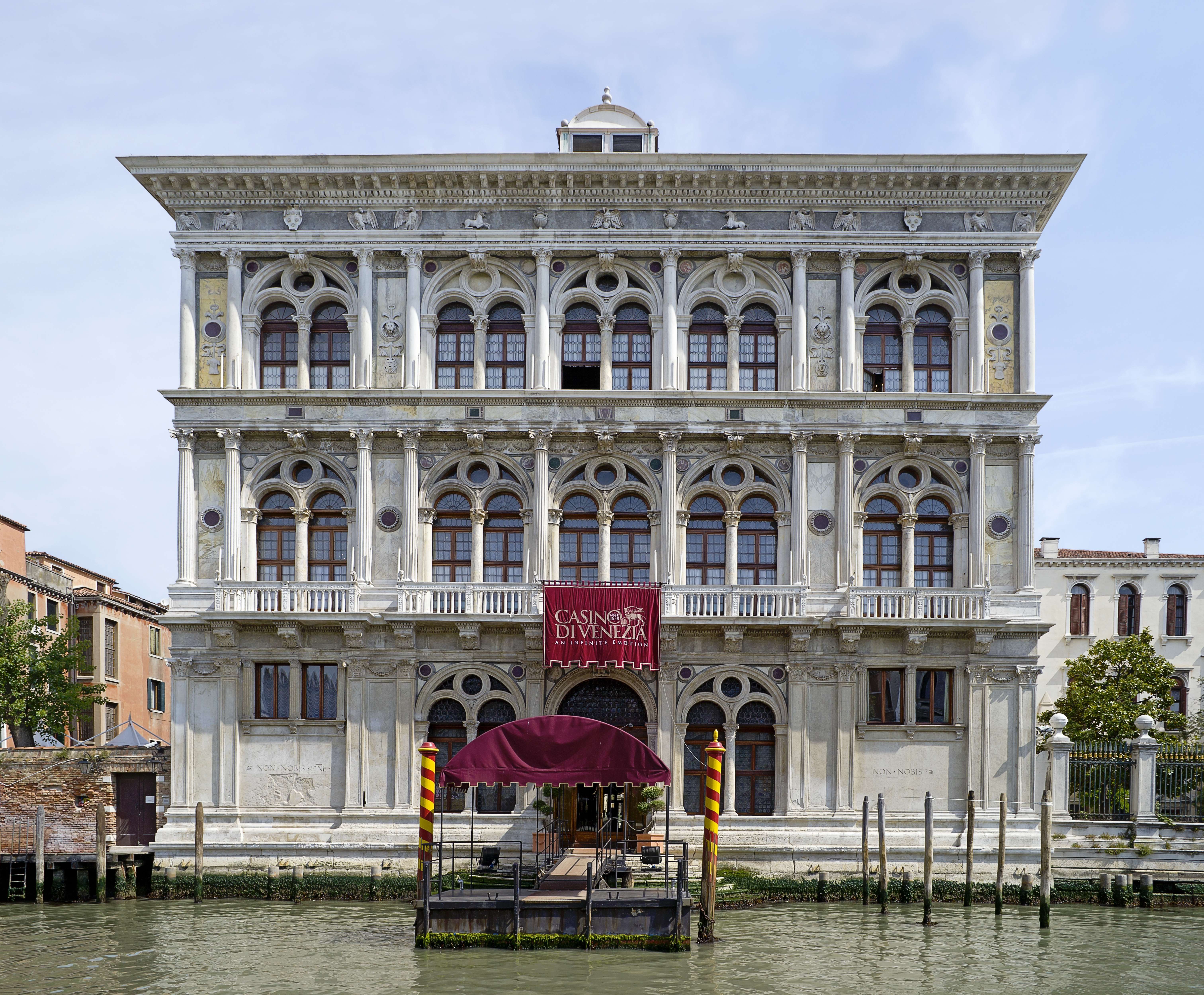
カ・ヴェンドラミン・カレルギ。2011年撮影。

本作品はヴァザーリの時代にはカナル・グランデ沿いにあるアンドレア・ロレダンのカ・ヴェンドラミン・カレルギとして知られる宮殿に所蔵されていた。この人物はロレダン家の出身で、美術品収集家として知られるヴェネツィアの貴族である。しかし、この宮殿が絵画の本来の設置場所であったかどうかは不明である。ポール・ジョアニデスは2001年にこのキャンバスが宮殿のためにアンドレア・ロレダンが発注したものではなく、聖母マリアに捧げられた礼拝堂の側壁のために描かれたもので、後にロレダンの宮殿に移されたのではないかと推測している。建築家マウロ・コドゥッシによって建設が着手されたカ・ヴェンドラミン・カレルギは1509年に完成しており、絵画はその1年から2年前に制作されたものである可能性がある。この絵画はバロック期においても依然としてロレダンの宮殿にあり、カルロ・リドルフィによってで目撃され、1648年の著書で紹介されている。その後、1768年にロシア皇帝エカチェリーナ2世によってサンクトペテルブルクの冬宮殿を装飾するためにヴェネチアで購入されたことによりロシアに渡った。後に絵画はタヴリーダ宮殿とガッチナ宮殿で飾られ、その後はほとんど忘れ去られていたが、1915年にエルンスト・フリードリヒ・フォン・リファート男爵がガッチナ宮殿のイタリア絵画に関する論文の中で本作品を取り上げたことにより、その存在が広く知られるようになった。

## 修復
絵画は2000年から2011年にかけて12年におよぶ修復を受けた。この修復作業は慎重に行われ、古いワニスと何世紀にもわたる再塗装が除去されたのち、エカチェリーナ2世の購入以来初めてロシア国外に運び出され、ロンドンのナショナル・ギャラリーにおいて2012年4月4日から8月19日にかけて開催された展覧会「ティツィアーノの最初の傑作: エジプトへの逃避」（Titian's First Masterpiece: The Flight into Egypt）で展示された。

## 別バージョン

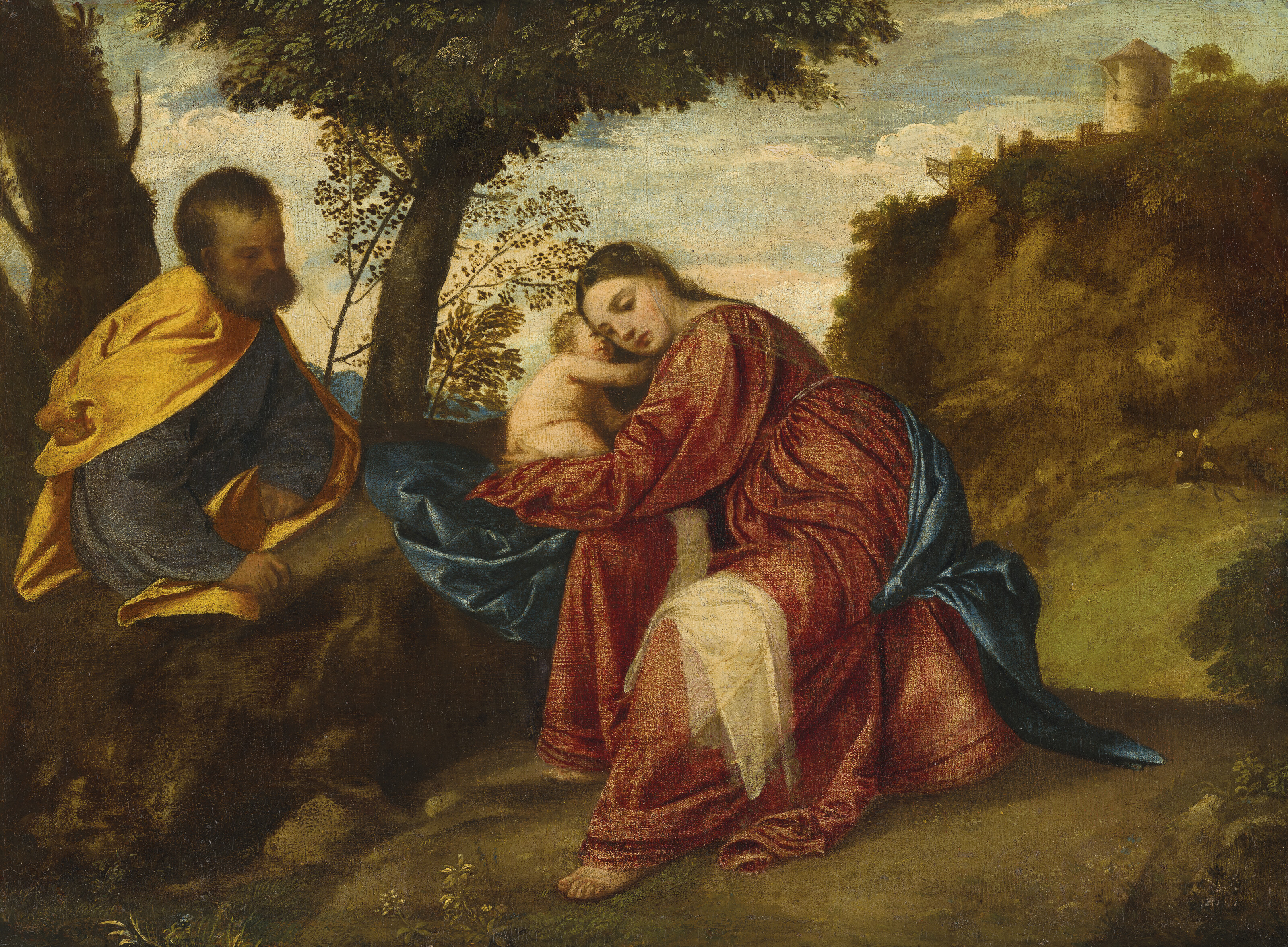
別バージョンの『エジプトへの逃避途上の休息』。1512年ごろ。個人蔵。

ティツィアーノは後の作品『エジプトへの逃避途上の休息』（Il Riposo durante la fuga in Egitto, 1512年ごろ）で同じ題材を再び取り上げることになる。サイズははるかに小さいものの、聖母と聖ヨセフの服装や身体的特徴は本作品と非常によく類似している。特に身体的特徴の類似はティツィアーノが両作品で同じモデルを使用した可能性を示唆している。

## ギャラリー
関連する画像

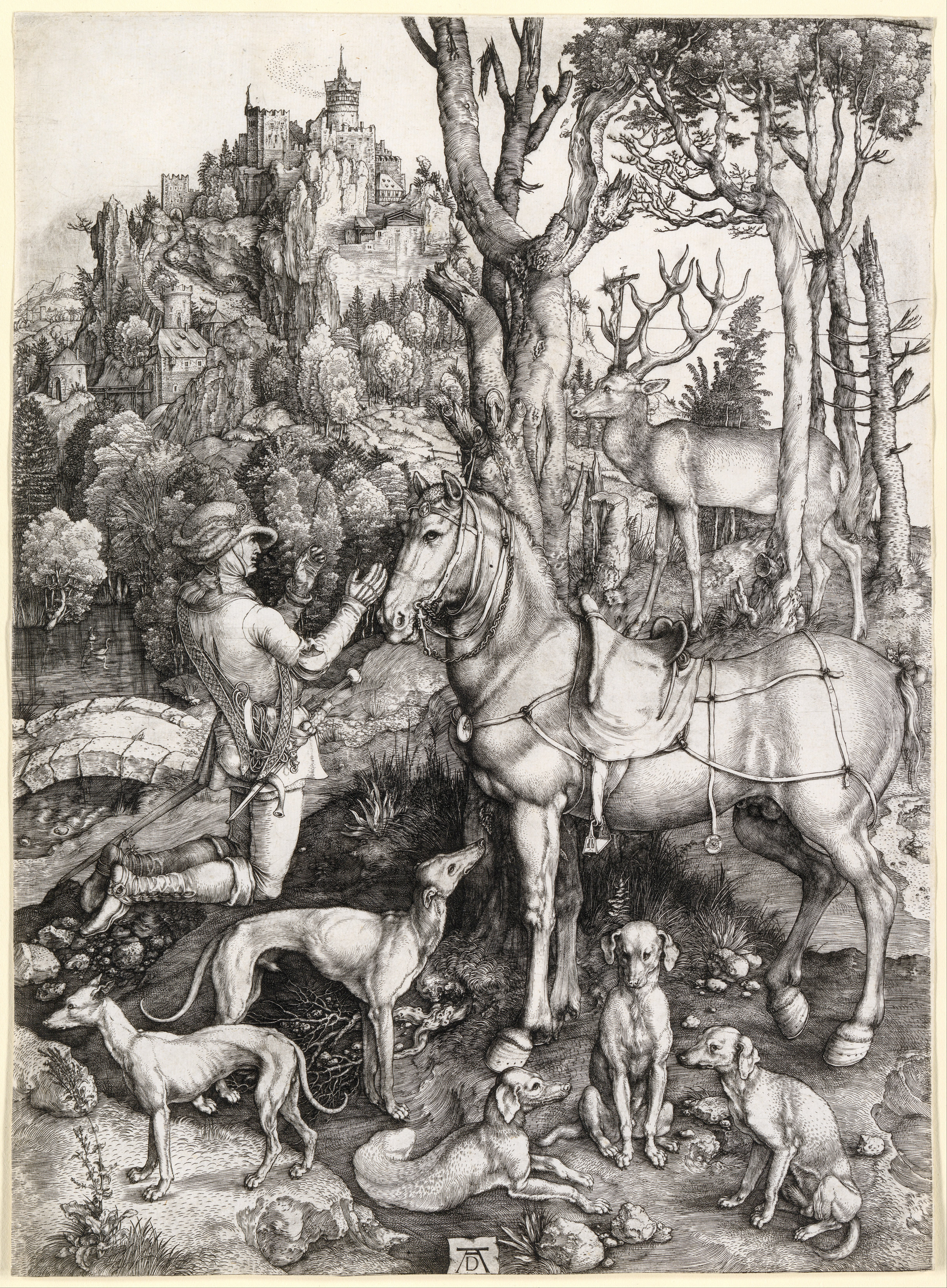
アルブレヒト・デューラー『聖エウスタキウス』1501年ごろ
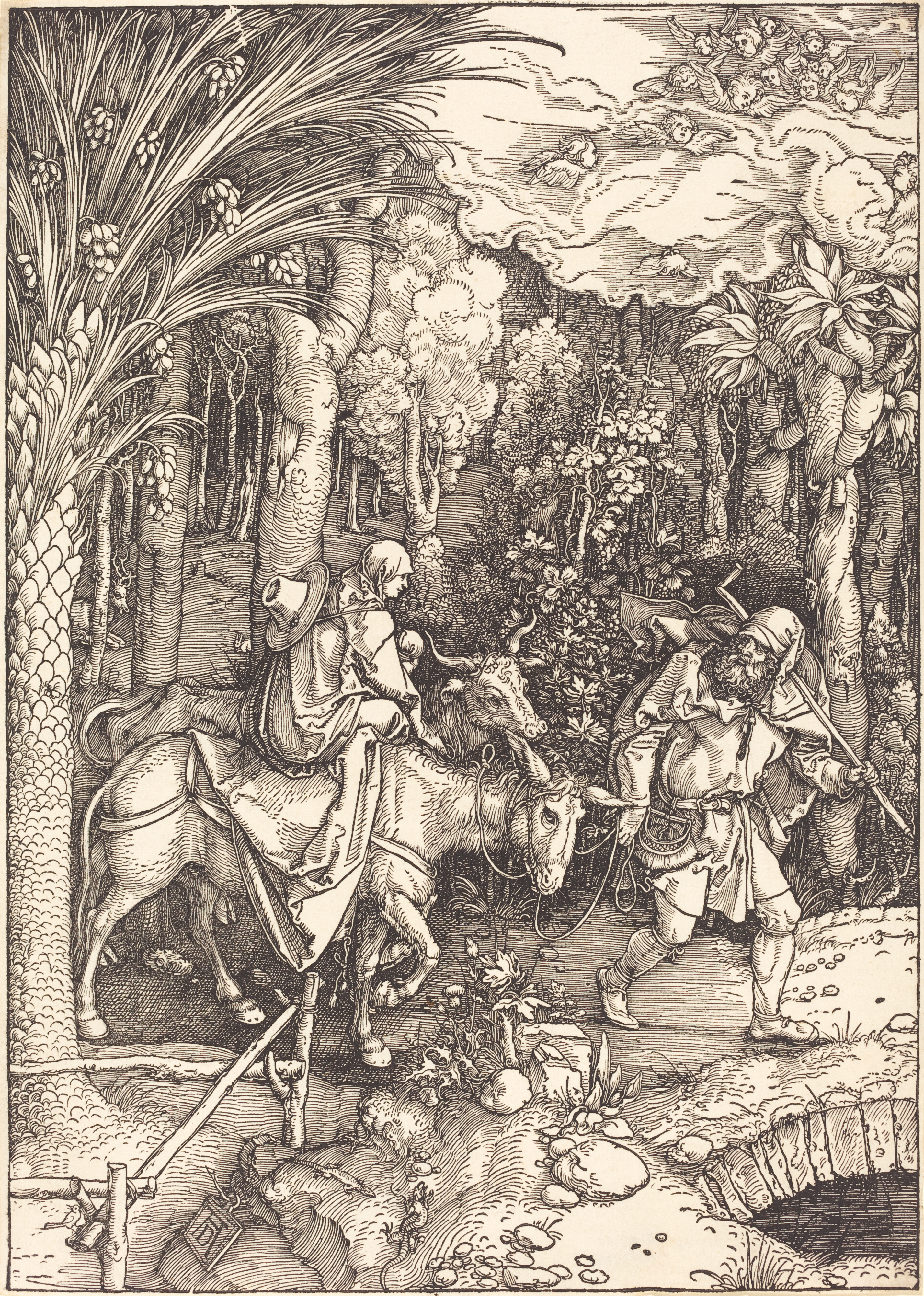
アルブレヒト・デューラー『エジプトへの逃避』1504年ごろ
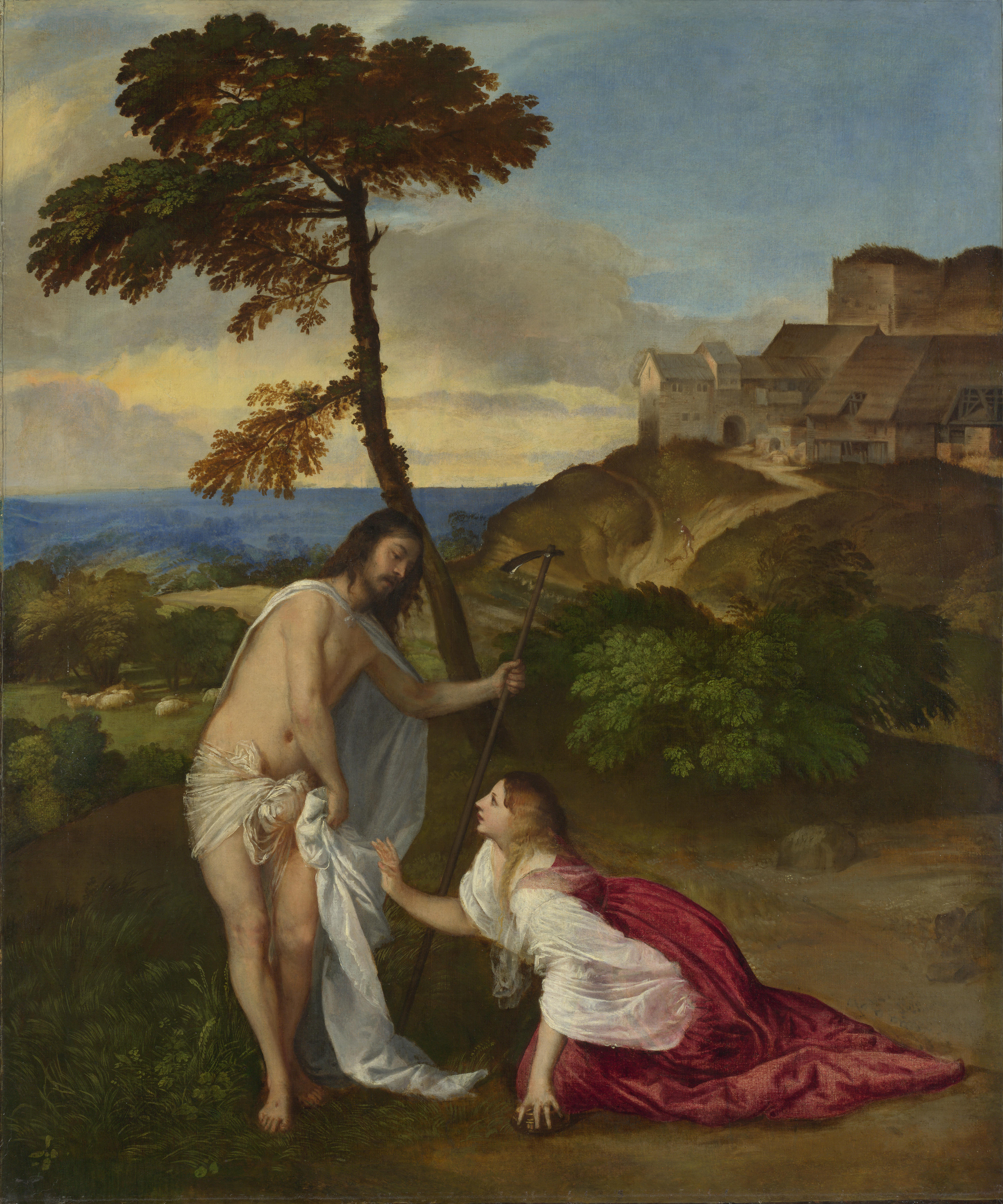
ティツィアーノ・ヴェチェッリオ『ノリ・メ・タンゲレ』1515年ごろ ナショナル・ギャラリー所蔵